# Карл Виртанен
Карл Алвар Виртанен (на английски: Carl Alvar Wirtanen) е американски астроном от финландски произход, откривател на една комета и на 8 астероида.

## Биография
Роден е на 11 ноември 1910 година в Кеноша, Уисконсин, САЩ. Завършва математика и астрофизика във Вирджинския университет, след което работи в обсерваторията Лик (Калифорния).
Заедно с Доналд Шейн е автор на каталог на галактиките – Shane-Wirtanen Galaxy Survey.
Умира на 7 март 1990 година в Санта Крус, Калифорния, на 79-годишна възраст.

## Открития
- Периодична комета Виртанен, 1948
- Астероид 1660 Висоцки (от основния астероиден пояс)
- Астероид 1685 Торо (от групата Аполонови астероиди)
- Астероид 1747 Райт (от групата астероиди, пресичащи орбитата на Марс)
- Астероид 1863 Антиной (околоземен астероид)
- Астероид 1951 Лик (астероид, пресичащ орбитата на Марс)
- Астероид 2044 Вирт (астероид, пресичащ орбитата на Марс)
- Астероид 6107 Остерброк – (от основния астероиден пояс)
- Астероид (29075) 1950 DA (околоземен астероид с диаметър 1,3 км, за който е изчислена висока вероятност за сблъсък със Земята през 2880 г.)